# 欧洲政治共同体
欧洲政治共同体（英語：European Political Community，简称：EPC），是成立于2022年的欧洲政治和战略讨论平台。该集团于2022年10月在捷克布拉格举行首届会议，欧盟所有27个成员国及17个非欧盟国家首脑与会。

## 历史
- 2022年5月9日欧洲日，时任欧盟轮值主席国的法国总统马克龙提出“欧洲政治共同体”概念[1]，该组织将具有“欧洲核心价值观”，且允许包括乌克兰和英国在内的欧盟以外国家加入[2]。
- 2022年6月23日至24日，欧洲理事会对建立“欧洲政治共同体”的提议进行了讨论[3]。
- 2022年10月6日，欧洲政治共同体首届会议在捷克布拉格举行，欧盟27国与17个非欧盟国家和地区的领导人与会，讨论欧洲安全、能源、气候变化和经济等议题[4]。

## 目标
欧洲政治共同体旨在为整个欧洲大陆的欧洲国家提供一个政策协调平台，促进政治对话与合作，以解决共同关心的问题，从而加强欧洲大陆的安全、稳定和繁荣。

## 峰会

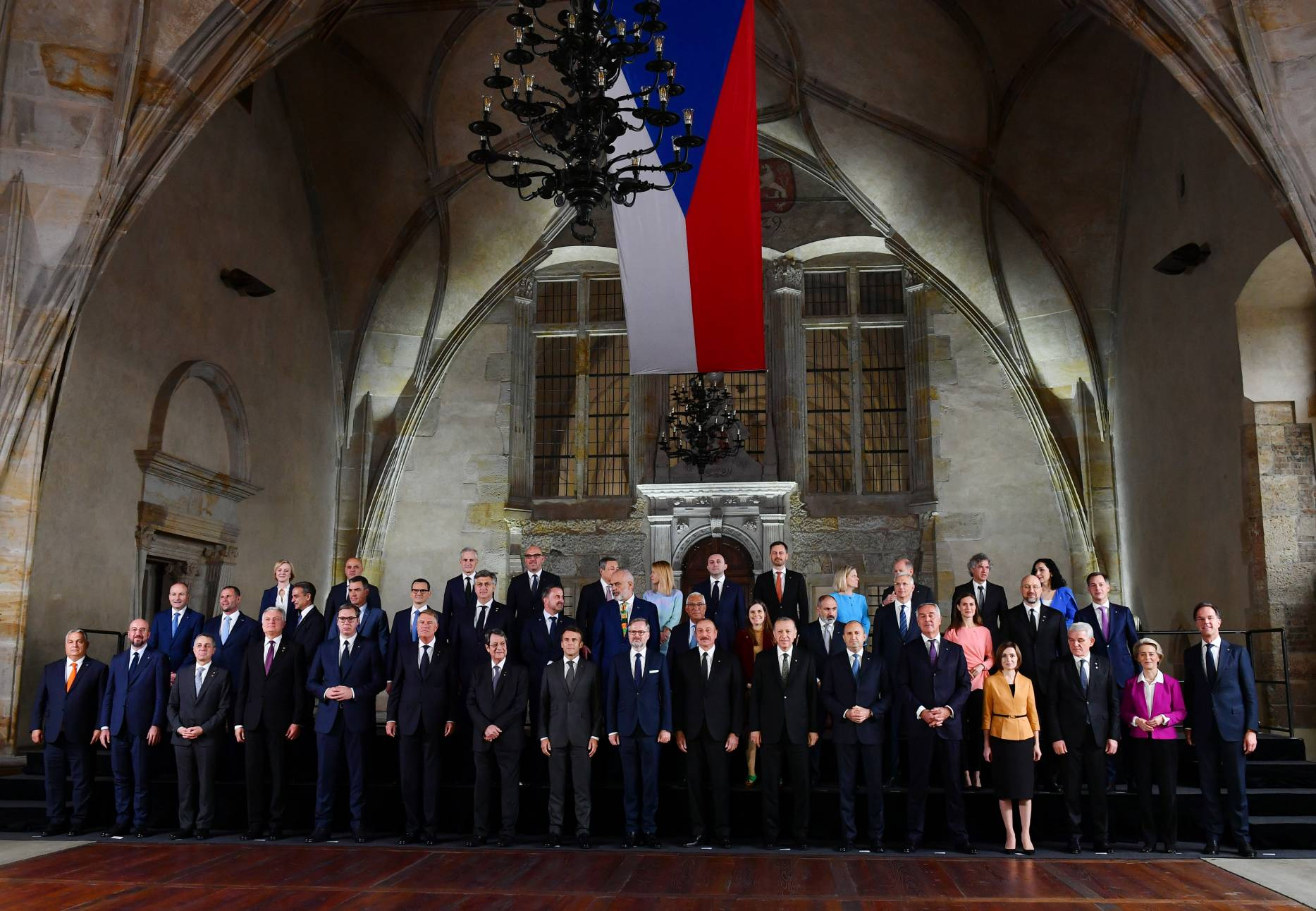
欧洲政治共同体布拉格峰会上的欧洲领导人合影

峰会每年举行两次，在欧盟和非欧盟国家之间交替举行。首届峰会于2022年10月6日在布拉格举行。
| 届次 | 日期          | 主办国     | 主办城市               | 峰会主席          | 与会国数量 |
| ---- | ------------- | ---------- | ---------------------- | ----------------- | ---------- |
| 1    | 2022年10月6日 | 捷克       | 布拉格城堡             | 总理彼得·费亚拉   | 44         |
| 2    | 2023年6月1日  | 摩尔多瓦   | 布尔博阿克米米城堡     | 总统玛雅·桑杜     | 45         |
| 3    | 2023年10月5日 | 西班牙     | 格拉纳达阿尔罕布拉宫   | 首相佩德罗·桑切斯 | 45         |
| 4    | 2024年7月18日 | 英国       | 伍德斯托克布莱尼姆宫   | 首相施紀賢        | 42         |
| 5    | 2024年11月7日 | 匈牙利     | 布达佩斯普斯卡什竞技场 | 总理奧班·維克多   | 42         |
| 6    | 2025年5月16日 | 阿尔巴尼亚 | 地拉那斯坎德培廣場     | 总理埃迪·拉马     | 45         |
| 7    | 2025年10月2日 | 丹麦       | 哥本哈根贝拉中心       |                   | 待公布     |
| 8    | 2026年春季    | 亞美尼亞   | 待公布                 |                   | 待公布     |
| 9    | 2026年秋季    | 爱尔兰     | 待公布                 |                   | 待公布     |
| 10   | 2027年春季    | 瑞士       | 待公布                 |                   | 待公布     |
| 11   | 2027年秋季    | 希腊       | 待公布                 |                   | 待公布     |
| 12   | 2028年春季    |            | 待公布                 |                   | 待公布     |
| 13   | 2028年秋季    | 拉脫維亞   | 待公布                 |                   | 待公布     |

### 第一次会议
2022年10月6日，时任欧盟理事会轮值主席国捷克在布拉格举办首届会议，43位欧洲国家元首或政府首脑受邀参加（丹麦受邀，但因大选未参加；乌克兰以视频形式与会），此外欧洲理事会主席夏尔·米歇尔和欧盟委员会主席乌尔苏拉·冯德莱恩同时与会。
首届会议的中心议题是俄乌冲突以及当前欧洲的天然气危机。会议期间由于亚阿边界危机，各方同意在与阿塞拜疆接壤的亚美尼亚一侧进驻一个由欧盟领导的特派团，进行为期两个月的监督。

## 参与方
欧洲政治共同体作为对话平台，无需正式的加入程序即可成为成员，欧洲有俄罗斯、白俄罗斯（两国均因2022年对乌克兰侵略行动而受欧盟严厉制裁，禁止参与这类组织）、哈萨克斯坦（欧洲部分占地较小，且该国总统已表态不感兴趣）、梵蒂冈（国防义务由意大利承担）等4个国家未参与该组织。

#### 欧盟成员国
- 奥地利
- 比利时
- 保加利亚
- 賽普勒斯[註 3]
- 捷克
- 丹麦
- 爱沙尼亚
- 芬兰
- 法國
- 德国
- 希腊
- 匈牙利
- 愛爾蘭
- 義大利
- 拉脫維亞
- 立陶宛
- 盧森堡
- 馬爾他
- 荷蘭
- 波蘭
- 葡萄牙
- 羅馬尼亞
- 斯洛伐克
- 斯洛維尼亞
- 西班牙
- 瑞典

#### 非欧盟成员
- 阿尔巴尼亚
- 安道尔（第二届开始[17]）
- 亞美尼亞
- 冰島
- 科索沃[註 1]
- 列支敦斯登
- 摩尔多瓦
- 摩納哥（第二届开始[18]）
- 蒙特內哥羅
- 北馬其頓
- 挪威
- 圣马力诺（第二届开始[19][20]）
- 塞爾維亞
- 瑞士
- 土耳其
- 乌克兰
- 英国

#### 参与组织
- 欧洲委员会
- 欧盟
  - 歐盟高峰會
  - 欧盟委员会
  - 欧洲议会
- 北约
- 歐洲安全與合作組織